# 宇高航路
座標: 北緯34度24分29.75秒 東経133度59分2.49秒 / 北緯34.4082639度 東経133.9840250度

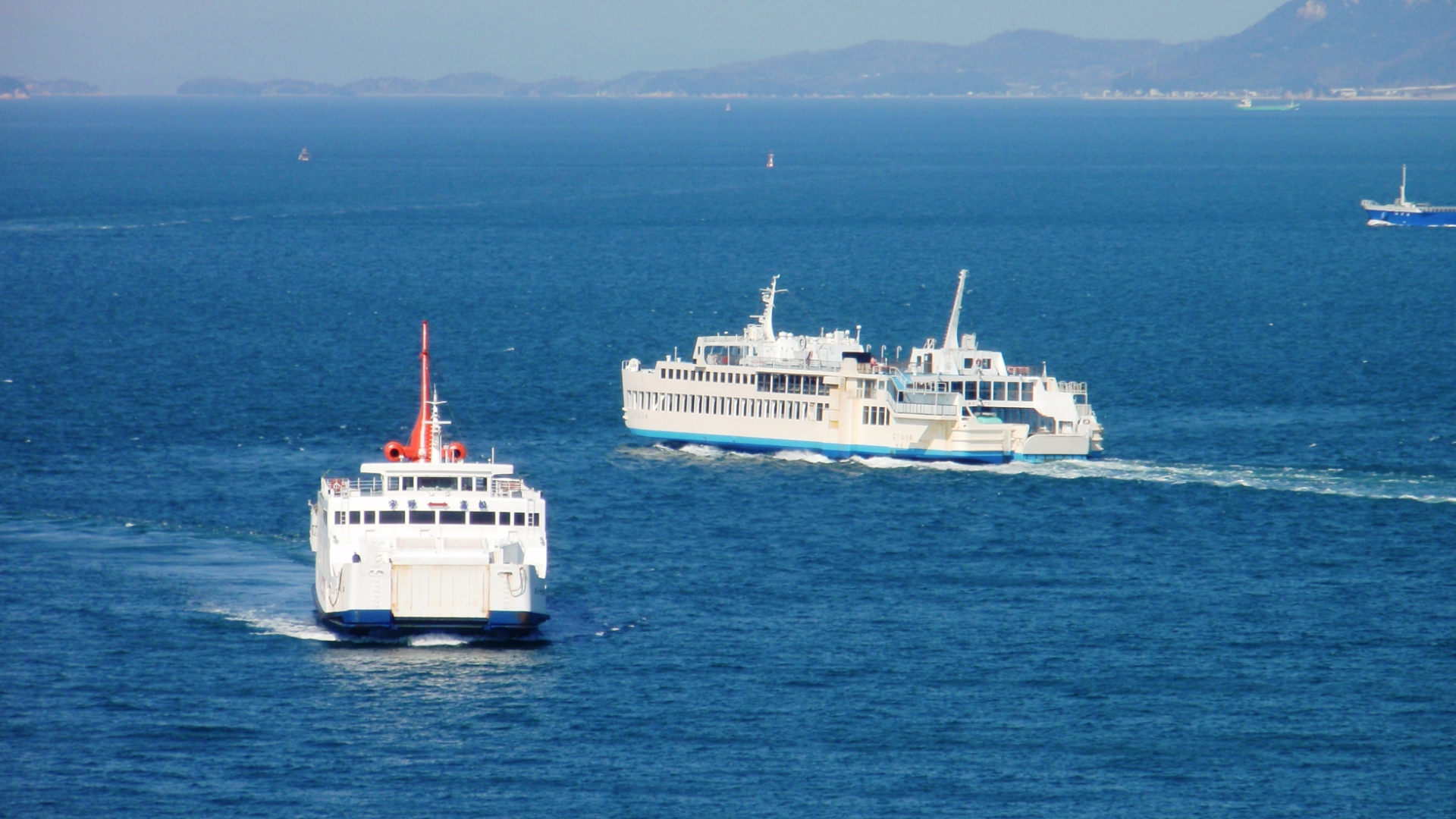
高松港沖にて行き交うフェリー。左が四国フェリー（第八十七玉高丸）で右が宇高国道フェリー（こくどう丸）

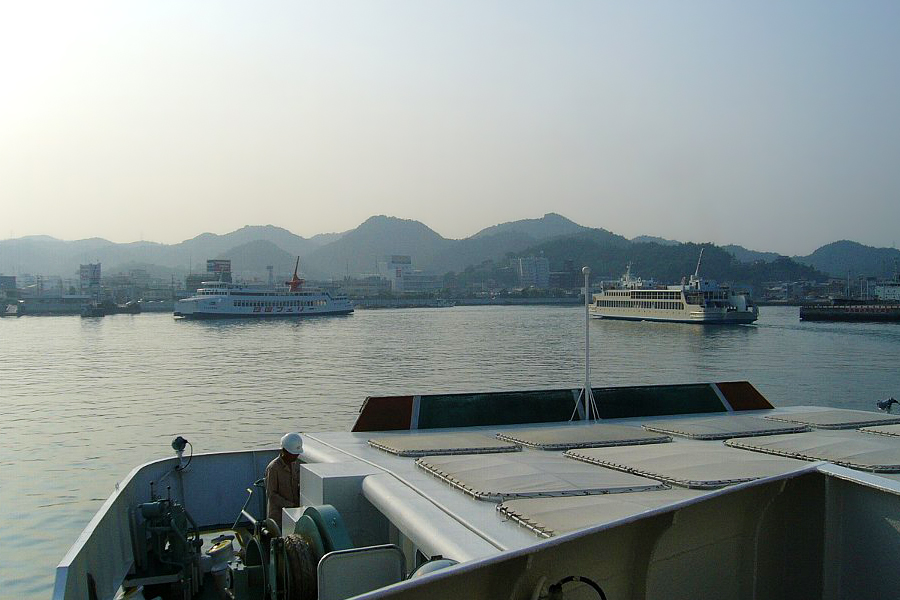
宇野港 前方右側が宇高国道フェリー、左側が四国フェリーの宇高航路船

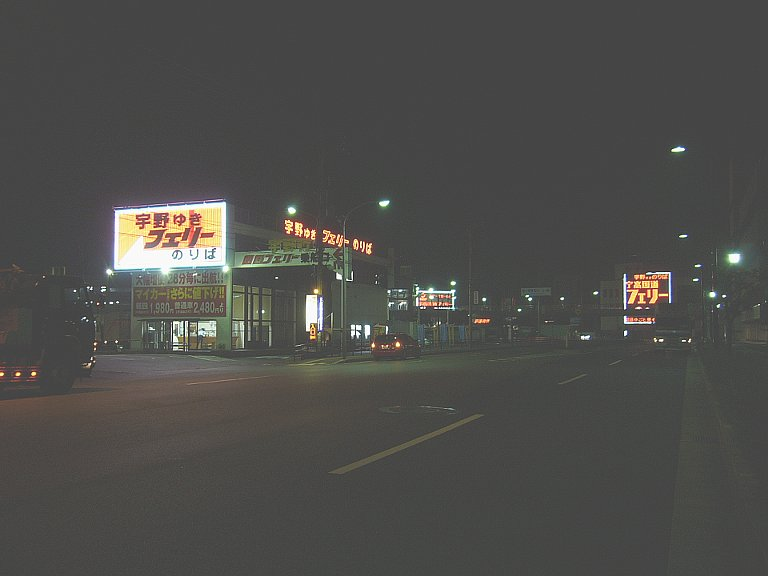
宇高国道フェリーと四国フェリーがネオンを競う高松港

宇高航路（うこうこうろ、うたかこうろ）は、かつて岡山県玉野市の宇野港と香川県高松市の高松港の間で運航されていた航路である。

## 概要
本州と四国を結んだ主要航路の一つで、国道30号の海上区間を担う。定期航路としては1910年以来109年の歴史を有していた。国有鉄道の宇高連絡船を端緒としており、国鉄→JR四国により宇野駅 - 高松駅間の鉄道連絡船を運航していたほか、戦後は民間3社がフェリー航路を運航し、末期を除いては終夜運航を実施していた。
宇高連絡船を除く民間航路は以下の事業者により運航されていた。
- 四国フェリー（四国急行フェリー） - 最後まで当航路を運航していた事業者で[1][2]、2019年12月15日の運航を最後に休止[1][2]。
- 津国汽船（本四フェリー） - 日本通運と提携して運航を開始。2004年3月より四国フェリーとの共同運航となったのち2009年3月31日の受け持ち便をもって休止した。
- 宇高国道フェリー（国道フェリー）[注 1] - 2012年10月17日の運航を最後に休止。「宇高」の読みは「うこう」ではなく「うたか」である。休止後、運航休止期間（1年間）を延長したが、2014年10月17日の期限到来に際して事業者からの告知や報道は特になされていない。

宇高国道フェリー撤退を持って直行便が消滅しており、代替案としてフェリーのみで宇野港 - 高松港を直接行き来する場合は宇野港 - 豊島家浦港 - 豊島唐櫃港 - 小豆島土庄港 - 高松港、宇野港 - 直島宮浦港 - 高松港となる。本州の他方面との行き来の場合は新岡山港 - 小豆島土庄港 - 高松港、神戸港 - 小豆島坂手港 - 高松港が国土交通省四国運輸局により策定されている。

## 歴史
- 1910年（明治43年）6月12日：【鉄道院（国鉄）】宇高連絡船就航。宇高航路開設。
- 1920年（大正9年）5月15日：【鉄道省（国鉄）】鉄道院が鉄道省に昇格。
- 1943年（昭和18年）11月1日：【運輸通信省（国鉄）】逓信省と合併し、運輸通信省鉄道総局に改組。
- 1945年（昭和20年）5月19日：【運輸省（国鉄）】運輸通信省の外局の通信院を内閣所轄の逓信院として分離させたことに伴い、運輸通信省鉄道総局が運輸省鉄道総局に改組。
- 1949年（昭和24年）6月1日：【日本国有鉄道（国鉄）】宇高連絡船を公共企業体日本国有鉄道（国鉄）に承継。
- 1950年（昭和25年）3月25日：【国鉄】紫雲丸、直島水道にて鷲羽丸と衝突し1度目の沈没。
- 1955年（昭和30年）5月11日：【国鉄】濃霧の中、紫雲丸と第三宇高丸が衝突して前者が沈没し168人死亡する事故が発生（紫雲丸事故(2度目の沈没事故)・国鉄戦後五大事故の一つ）。この事故をきっかけに、本四架橋（本州四国連絡橋）の構想が具現化していった。また、この事故をきっかけに乗客が乗った客車の航送は中止。事故を受けた組織見直しで国鉄四国支社（のち四国総局）に宇高船舶管理部を設置。
- 1956年（昭和31年）：【四国自動車航送】定期貨物航路（貨物カーフェリー）開設。四国自動車航送は現・四国フェリー（以下四国F）。
- 1959年（昭和34年）：【津国汽船】航路開設（日本通運と提携）。
- 1961年（昭和36年）8月：【宇高国道フェリー（以下国道F）】航路開設。
- 1966年（昭和41年）12月：【四国F】航路開設（旅客扱）。
- 1972年（昭和47年）11月8日：【国鉄】宇野・高松間の超高速輸送を目指し、ホーバークラフト就航。
- 1985年（昭和60年）12月：【国鉄】ホーバークラフトのドック入り時と多客期の臨時便として、高速艇が就航。
- 1987年（昭和62年）4月1日：【四国旅客鉄道株式会社（JR四国）】国鉄が分割民営化しJRへ。連絡船・ホーバークラフト・高速艇の運航は四国旅客鉄道株式会社（JR四国）が引き継ぐ。
- 1988年（昭和63年）4月9日：【JR四国】瀬戸大橋の完成に伴い、JRの快速電車マリンライナーで海を渡れるようになったため、橋開通の前日を以て連絡船とホーバークラフトが廃止。高速艇は存続。
- 1990年（平成2年）3月31日：【JR四国】利用客が見込めなくなり高速艇が運航休止[4]。
- 1991年（平成3年）3月16日：【JR四国】再開されないまま高速艇が廃止。連絡船就航から81年を以てJRが宇高航路から撤退。
- 2004年（平成16年）3月1日：【四国F・津国汽船】共同運航。
- 2008年（平成20年）
  - 4月1日：【国道F】50往復（5隻）から37往復（4隻）に減便。
  - 9月1日：【四国F】50往復を平日44往復、休日40往復に減便。合計1日平日81往復、土休日77往復。
- 2009年（平成21年）
  - 4月1日：【津国汽船】運航休止。事実上の廃止。【四国F】単独運航。平日44往復（5隻）から40往復（4隻）に減便。合計1日77便。
  - 5月16日：【国道F】土休日37往復から34往復に減便。【四国F】土休日40往復から34往復に減便。合計1日68往復。
  - 12月20日：【国道F・四国F】共同運航。各フェリー1日22往復に減便。合計1日44往復。
- 2010年（平成22年）
  - 4月1日：【国道F】1日22便（3隻）から16便（2隻）に減便。合計1日38往復。
  - 5月22日 - 6月13日：香川県内で「船の祭典2010」を開催。
  - 6月12日：宇高航路開設100周年。JR四国が宇高連絡船メモリアルクルーズを実施[5]。
  - 7月6日：【国道F】1日16便（2隻）から22便（3隻）に増便。合計1日44往復[注 2]
  - 12月16日 - 2011年2月10日：【国道F】ドックダイヤのために1日18往復（2隻）に減便。
  - 12月18日：【国道F・四国F】若者マイカー割引を2011年1月10日までの高速道路料金上限1000円となる日に実施[注 3]。
- 2011年（平成23年）2月11日：【国道F】ドッグダイヤ終了により1日18便（2隻）から22便（3隻）に増便。
- 2012年（平成24年）
  - 6月3日：【国道F】終夜運航を中止し、1日13往復に減便[6]。四国Fは現状維持（1日22往復、終夜運航）。
  - 10月1日：【四国F】同日より徒歩・自転車・二輪・乗用車・軽自動車の運賃が数百円の値上げとなる。一部トラックは据え置くが年間契約の割引運賃は値上げ予定[7][8]。
  - 10月18日：【国道F】2013年10月までの予定で航路休止（13往復→0往復）[9][10]。
- 2013年（平成25年）
  - 4月1日：【四国F】運航を子会社の四国急行フェリーに移管（22往復、休日1往復増便）[11]。
  - 9月：【国道F】運航休止期間の1年延長を四国運輸局に届け出[12]。
- 2014年（平成26年）
  - 6月19日 :【四国F】 高松 - 宇野航路を同年7月16日より22往復から14往復に減便する運輸計画変更届を国土交通省四国運輸局に申請する[13]。
  - 7月16日：【四国F】上記申請に基づく減便実施（14往復）。深夜・早朝便が廃止され、高松・宇野発ともに7:00始発 - 最終便20:00となり、約50年間続いた24時間運航が取りやめとなる[14]。
  - 10月18日：【国道F】運航休止期限を超過する。
- 2015年（平成27年）3月1日：【四国F】10往復に減便し、あわせて3隻から2隻へ減船を実施[15]。
- 2017年（平成29年）4月1日：【四国F】 5往復に減便し、あわせて2隻から1隻に減船[16]。同時に高松港ののりばをサンポートに移動[16]。
- 2019年（令和元年）
  - 5月1日：【四国F】2014年以来実施してきた割引運賃を終了し、実質的な値上げを実施[17]。
  - 11月11日：【四国F】航路休止届を四国運輸局に提出[18]。

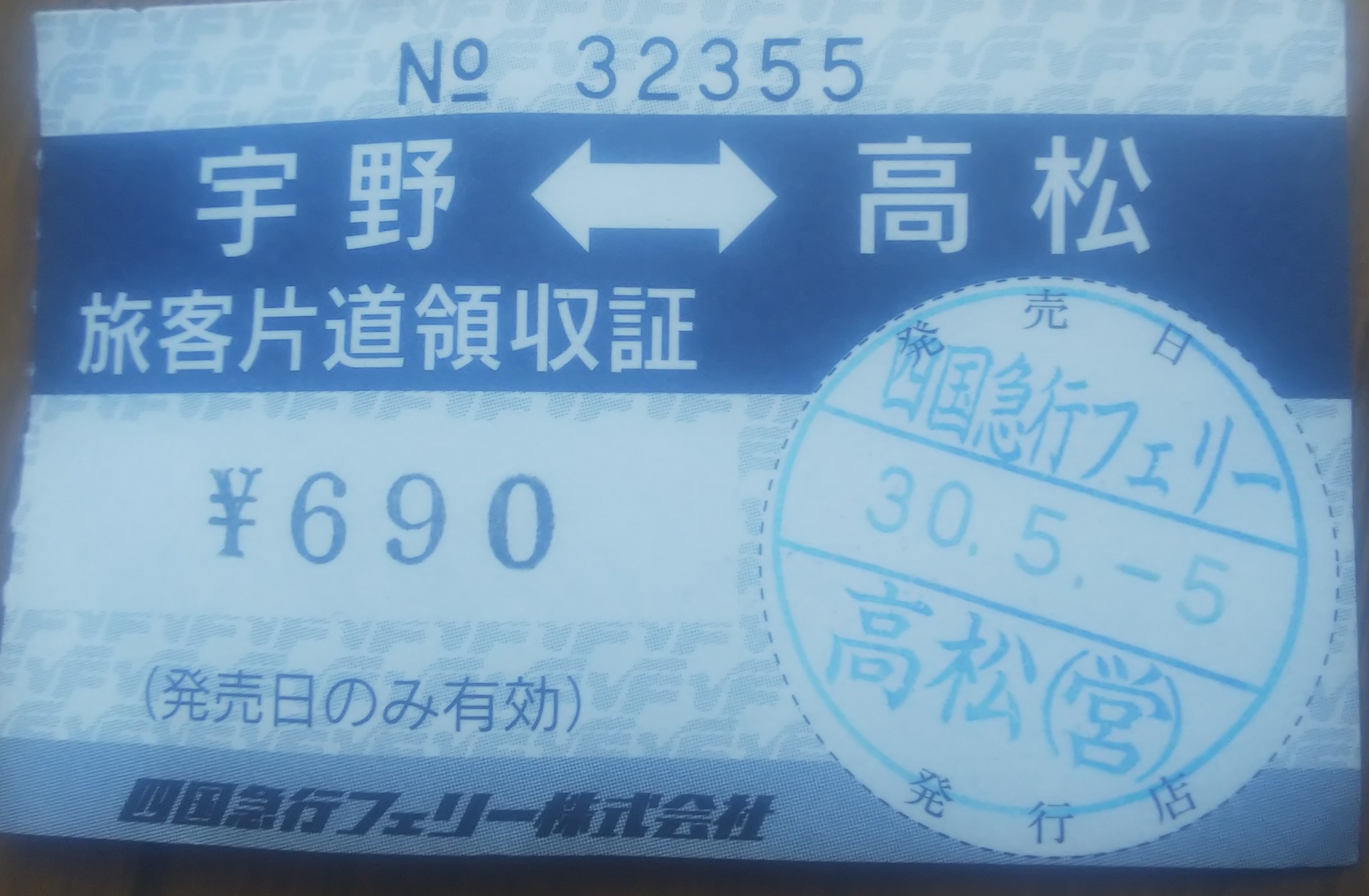
四国急行フェリー 宇野ー高松間のチケット

  - 12月16日：【四国F】運航を休止[2][1][18]。

## 経営問題
津国汽船は、瀬戸大橋値下げなどによる収益悪化や利用客減少、2009年3月に瀬戸大橋などの高速道路の休日1000円化が始まる事を理由に、2009年2月24日に岡山運輸支局に2009年3月31日の受け持ち便をもって休止とする事業休止届を提出し、受理された（その後4月1日をもって撤退）。なお、同社は2012年5月末に破産している。
高速道路の休日1000円化で利用客が減少したことを背景に2010年2月12日には国道フェリーと四国フェリーが2社とも四国運輸局に2010年3月26日の最終便をもって廃止とする事業廃止届を提出し、受理された。下記の通り同年3月に廃止は撤回されたが、2012年10月に上記の通り国道フェリーが撤退している。
最後に残った四国フェリーに対しては地元自治体が2015年から補助をおこなってきたが、航路の維持に必要な燃料費や船の修繕費の高騰で収支の安定には至らなかった。
- 2010年
  - 2月17日：大西秀人高松市長、黒田晋玉野市長が前原誠司国土交通大臣に航路存続を要望した。
  - 2月18日：真鍋武紀香川県知事、石井正弘岡山県知事が前原国土交通大臣に航路存続を要望した。
  - 2月22日：岡山県議会が「宇野 - 高松航路の存続等に向けた支援を求める意見書」を、香川県議会が「宇野 - 高松航路の存続等に向けた施策を求める意見書」を各県議会全会一致で可決した。
  - 2月25日：玉野市議会が「航路存続の支援を国に求める意見書」を全会一致で可決した。
  - 2月26日：国と関係自治体による「宇野高松間地域交通連絡協議会」が発足した。
  - 3月4日：高松市議会が「宇高航路の存続を求める意見書」を全会一致で可決した。
  - 3月4日：四国運輸局は国道フェリーが航路廃止届を取り下げたと発表した[20]。
  - 3月6日：第2回「宇野高松間地域交通連絡協議会」で存続を探る社会実験の必要性で合意した。
  - 3月11日：四国フェリーが四国運輸局に提出していた事業廃止届を取り下げた[21]。これで、宇高航路は、現行の2社体制で当面存続することが決まった。
  - 3月30日：第3回「宇野高松間地域交通連絡協議会」で航路支援策の財源をめぐり、自治体側が求める全額国負担について、国は「制度上は無理」と回答し、議論は折り合わなかった。
  - 5月10日：第4回「宇野高松間地域交通連絡協議会」で利用実態の調査と併せ、船舶改装やダイヤ・運賃改定などハード、ソフト両面での改善点の洗い出しを2010年度中に全額国費で実施することで合意した。
  - 6月1日：国と関係自治体とフェリー2社による法定協議会「宇野高松航路活性化再生協議会」を発足。初会合。航路の利用実態やニーズを把握するための需要調査を同年7月にも始めることを申し合わせた。
- 2011年1月20日：「宇野高松航路活性化再生協議会」の会合で、運航2社およびターミナルの統合をはじめ、深夜割引や若者割引・ETC割引の導入、一方で同乗者・大型特殊車両・車なしの客について値上げするなどで3億5千万円の経費を削減し、両社計5億円の累積赤字解消と航路存続を目指す計画案を示す[22]。
- 2013年3月19日：2年ぶりに開催した「宇野高松間地域交通連絡協議会」において、唯一存続している四国フェリーへの支援方針を確認した。具体的支援内容は瀬戸大橋の2014年度以降の新料金決定後に協議[23]。
- 2015年
  - 1月29日：この日開催された第9回「宇野高松間地域交通連絡協議会」で、四国フェリーから、高速道路料金改定の影響が「想定以上」で前年7月の減便後も赤字が続いていると報告があった[24]。四国フェリー社長は協議会の後、「このままではさらなる減便も検討せざるを得ない」と述べ、早急な対策案の提示を協議会に求める意向を示した[24]。前記の通り、この約1ヶ月後の3月1日より四国フェリーは減便を実施している。
  - 10月22日：この日開催された「宇野高松間地域交通連絡協議会」で、沿線自治体である岡山県・玉野市・香川県・高松市が船舶修繕費など最大で年間3000万円の支援を実施することが決定される[25]。
- 2019年11月21日：四国フェリーの当航路休止届の提出を受けて開催された「宇野高松間地域交通連絡協議会」において、沿線自治体である岡山県・玉野市・香川県・高松市は本年度分の補助金（計1500万円）を打ち切ることを決めた[26]。この決定により休止が決定的となった[26]。